# Ванько Володимир Михайлович
Ванько Володимир Михайлович — народився 05.10.1957 р., м. Львів — помер 19.12.2018 р., м. Київ — український вчений-метролог.

## Життєпис
Вступив у 1974 р. у Львівський політехнічний інститут (факультет автоматики, спеціальність — інформаційно-вимірювальна техніка), який закінчив 1979 р. за спеціальністю «Інформаційно-вимірювальна техніка».
З 01.11.1979 р. — інженер Особливого конструкторського бюро Львівського політехнічного інституту.
З 01.10.1992 р. — старший науковий співробітник Особливого конструкторського бюро Львівського політехнічного інституту.
З 01.09.2000 р.— доцент кафедри метрології, стандартизації та сертифікації Державного університету «Львівська політехніка».
З 15.08.2008 р.– професор кафедри метрології, стандартизації та сертифікації Національного університету «Львівська політехніка».
Працював за сумісництвом на посаді доцента у Львівському національному аграрному університеті Міністерства агропромислової політики України з 01.09.2007 р., а з 01.09.2008 р. був професором кафедри автоматизації тваринництва, якості та стандартизації цього ж університету.

## Наукова і освітня робота
Вчені ступені: доктор технічних наук (ДД № 007282, 2009 р.) за спеціальністю 05.01.02 — стандартизація, сертифікація та метрологічне забезпечення, кандидат технічних наук (КД № 054156, 1992 р.) за спеціальністю 05.11.05 — прилади та методи вимірювання електричних і магнітних величин.
Був дійсним членом спеціалізованих рад: К41.052.09 при Одеському національному політехнічному університеті (з 2011 р.) та Д26.187.02 при Інституті електродинаміки НАН України (з 2013 р.) за спеціальністю 05.01.02 — стандартизація, сертифікація та метрологічне забезпечення.
Протягом 2009—2011 р.р. виконував обов'язки секретаря галузевої конкурсної комісії Всеукраїнського конкурсу студентських наукових робіт з природничих, технічних і гуманітарних наук у галузі «Метрологія, стандартизація та сертифікація (в тому числі — Інформаційно-вимірювальні технології)».
У 2012 р. брав участь у проведенні акредитаційної експертизи зі спеціальності 8.18010010 — якість, стандартизація та сертифікація у Національному університеті біоресурсів і природокористування України (м. Київ).
Був ініціатором підписання у 2013 р. договору про наукове співробітництво та підготовку науково-педагогічних кадрів між Національним університетом «Львівська політехніка» та Казахським агротехнічним університетом ім. С. Сейфулліна (Астана, Республіка Казахстан).
Залучався до опонування докторських та кандидатських дисертацій в Україні.
Напрями наукової роботи:
- теорія вимірювань електричних величин та метрологічне забезпечення у електроенергетиці,
- цифрові засоби вимірювальної техніки,
- вимірювальні перетворювачі електричних та неелектричних величин,
- теорія оцінювання якості продукції.

Мав 167 опублікованих праць, серед яких 2 підручники, 1 посібник, 32 авторських свідоцтва СРСР, 14 патентів України та 1 патент Російської Федерації.

## Вчені звання, нагороди
Вчені звання: професор кафедри метрології, стандартизації та сертифікації (12ПР № 008035, 2012 р.), доцент кафедри метрології, стандартизації та сертифікації (ДЦ № 008680, 2003 р.), старший науковий співробітник за спеціальністю 05.11.05 — прилади та методи вимірювання електричних і магнітних величин (СН № 000848, 1994 р.).
У 1985 р. нагороджений бронзовою медаллю ВДНГ СРСР за розроблення інформаційно-вимірювальної підсистеми для автоматизованої системи диспетчерського управління енергооб'єктами.
| Володимир Вернадський | Це незавершена стаття про українського науковця. Ви можете допомогти проєкту, виправивши або дописавши її. |